# Wolfgang Goetz

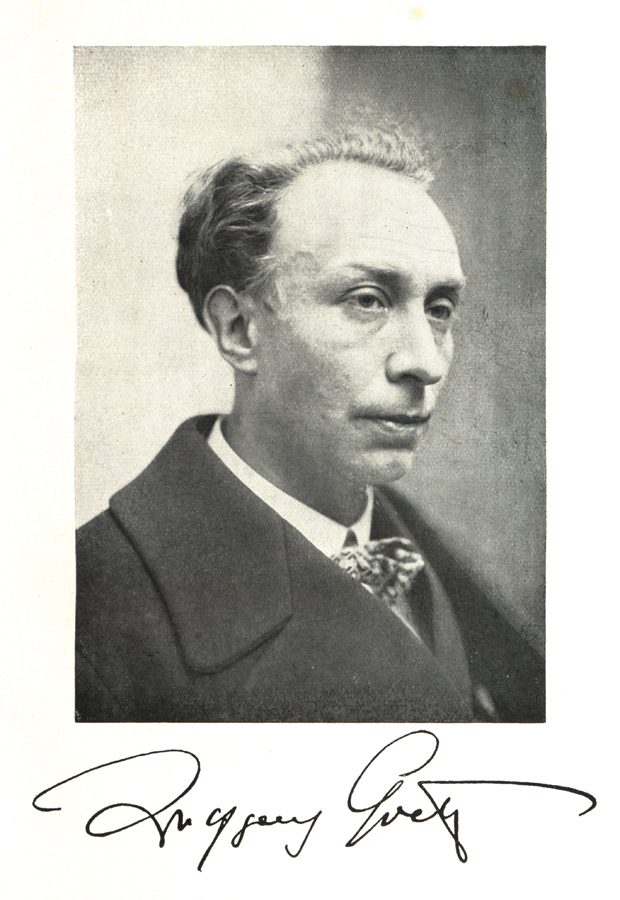
Wolfgang Goetz (1928)

Karl Wolfgang Gustav Goetz (* 10. November 1885 in Leipzig; † 3. November 1955 in Berlin) war ein deutscher Schriftsteller. Goetz verfasste insbesondere bühnenwirksame Stücke mit Gestalten aus der preußischen und preußisch-deutschen Geschichte, ferner zeitsatirische Romane und Novellen.

## Leben
Goetz wuchs als Sohn des Fabrikanten Ernst Goetz in der Ferdinand-Rhode-Straße in Leipzig auf, besuchte die Thomasschule und lebte nach dem Studium als Schriftsteller und Biograph in Berlin. Zur Zeit der Weimarer Republik arbeitete Goetz seit 1920 als Regierungsrat bei der Filmprüfstelle Berlin. 1925 hatte er einen durchschlagenden Erfolg mit dem Theaterstück Gneisenau.
Ab 1933 schrieb er regelmäßig Artikel für die nationale, die Stellung des starken Staates betonende Wochenzeitschrift Deutsche Zukunft. Von 1936 bis 1940 war Goetz Vorsitzender der Gesellschaft für Theatergeschichte. Er schrieb zu dieser Zeit verschiedene dem Zeitgeist angepasste, historisierende Theaterstücke, wie beispielsweise 1939 das Schauspiel Kampf ums Reich., über den Dreißigjährigen Krieg, das am 1. Mai 1940 am Berliner Schillertheater mit Heinrich George von Jürgen Fehling uraufgeführt wurde.
Nach Kriegsende war er zunächst unter französischer Verwaltung von 1946 bis 1949 Herausgeber der Zeitschrift Berliner Hefte für geistiges Leben, Mitglied des deutschen PEN-Zentrums, Präsidialmitglied der Vereinigung Deutscher Schriftstellerverbände und Mitbegründer der Akademie der Künste (Berlin), Sektion Literatur, deren ordentliches Mitglied er 1955 wurde. Seit 1954 war er Mitglied der Deutschen Akademie für Sprache und Dichtung.
Wolfgang Goetz starb, nur sieben Tage vor seinem 70. Geburtstag, plötzlich am 3. November 1955 in Berlin an einer Hirnembolie. Die Beisetzung erfolgte am 7. November 1955 auf dem landeseigenen Friedhof Heerstraße im Bezirk Charlottenburg im heutigen Ortsteil Berlin-Westend (Grablage: 5-F-20/21). Rudolf Pechel, Joachim Tiburtius und Walter Franck sprachen dabei Worte des Gedenkens.

## Werke

### Erzählungen und Romane
- Die Reise ins Blaue, Erzählung, 1920
- Das Gralswunder, Roman, 1926
- Von Zauberern und Soldaten, Geschichten, 1926
- Muspilli, Erzählung, 1929
- Franz Hofdemel, eine Mozart-Novelle, Insel Verlag, Leipzig 1932 (Insel-Bücherei 174/2)
- Der Mönch von Heisterbach, Roman, 1935
- Das Glück sitzt an der nächsten Ecke, 1958

### Dramen
- Goetz, Wolfgang,: Kreuzerhöhung / Der böse Herzog, (Zwei Einakter), Berlin, Rowohlt Verlag, 1911
- Neidhardt von Gneisenau, Schauspiel, 1922
- Robert Emmet, Schauspiel, 1927
- Kavaliere, 1930
- Kuckuckseier, Theaterstück, 1934
- Eines Gottes Wiederkehr, dramatische Legende, 1934
- Der Ministerpräsident, Schauspiel, 1935
- Kampf ums Reich, Schauspiel, 1939

### Biographien
- Napoleon, 1926
- Mozart (Briefbiographie), 1941
- Werner Krauß, 1954